# 國後郡
國後郡（日语：／ Kunashiri gun */?）為日本北海道根室振兴局下轄的郡，轄區為北方四島（南千島群島）的國後島。郡名源自阿伊努語中的「kina-sir」（草島）。
但自1945年9月起南千島群島已被蘇聯佔領並治理，直到仍由繼承蘇聯的俄羅斯所治理；因此此郡現僅做為日本為主張南千島群島主權而設置的行政區劃，並無任何實際功能。

## 轄區

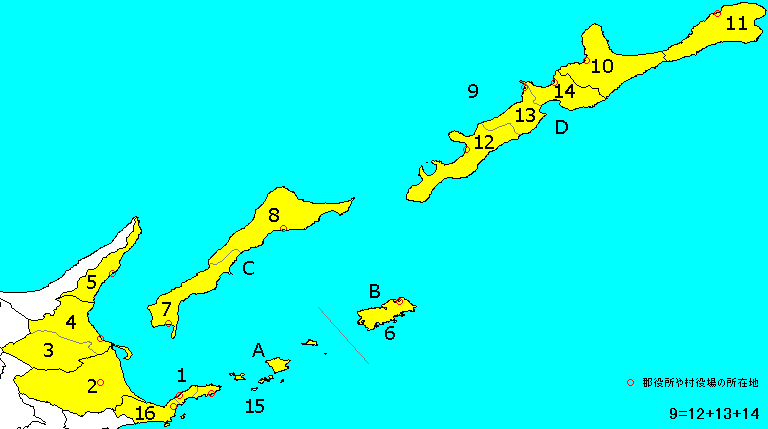
國後郡轄下町村：7：泊村 8：留夜別村

轄區包含2村：
- 泊村
- 留夜別村

## 沿革
- 1869年8月15日：北海道設置11國86郡，千島國國後郡成立。設有泊村、東沸村、美戶賀村、秩苅別村、留夜別村等五村。
- 1895年：從秩苅別村分割設置大瀧村。
- 1897年11月：北海道實施支廳制，千島國國後郡隸屬根室支廳之管轄，此時國後郡辖泊村、東沸村、米戶賀村、秩苅別村、留夜別村、大瀧村。[2](6村)
- 1923年4月1日：(2村)
  - 泊村、東沸村、米戶賀村、秩苅別村合併為泊村，成為北海道二級村。
  - 留夜別村和大瀧村合為留夜別村，成為北海道二級村。
- 1945年9月4日：轄區被蘇聯佔領。